# Iglesia de San Pedro Apóstol (Condado de Treviño)
La iglesia parroquial de San Pedro, situada en el municipio de Condado de Treviño provincia de Burgos, es un templo gótico del siglo XIII cuya torre barroca caracteriza todo el caserío. 
El edificio ha sufrido diversas transformaciones, y conserva de su primitiva construcción medieval, la portada, de estilo románico tardío, de gran interés desde el punto de vista ornamental e iconográfico.
Su rica ornamentación decora arquivoltas, capiteles, jambas e intercolumnios, y nos permite conocer la indumentaria de las diferentes clases sociales de la época y las costumbres de la vida cotidiana campesina. Destaca especialmente la decoración de la sexta arquivolta decorada con signos del zodiaco, alternando con escenas representativas de los meses del año.
Al exterior destaca la hermosa talla en piedra, del siglo XIII, de la Virgen Blanca, situada en una esquina.
La torre, fue levantada en el siglo XVIII, el cuerpo de campanas lo construyó en 1774 José de Ejalde, pero la cúpula y linterna son obra de 1790 de Juan Agustín de Echeverría, siguiente el proyecto del arquitecto Garay.
La iglesia presenta planta de cruz latina, y en su interior destaca el retablo churrigueresco fechada en 1720, una pila bautismal del siglo XIII, un cristo gótico y dos cruces procesionales renacentistas.